# Ефект телескопії
У  когнітивній психології телескопічний ефект (або упередження телескопа) відноситься до тимчасового зміщення подій, при якому люди сприймають недавні події як більш віддалені, ніж вони є, а віддалені події як більш свіжі, ніж вони є. Перший відомий як зворотний телескоп або розширення часу, а другий відомий як пряма телескопія. Три роки — це приблизний часовий проміжок, за який події переходять із зміщення назад у часі до вперед у часі, причому події, що відбулися три роки в минулому, з однаковою ймовірністю повідомлятимуться як із зміщенням уперед, так і з зворотним телескопічним зміщенням. Незважаючи на те, що телескопія відбувається як у прямому, так і в зворотному напрямках, загалом це призводить до збільшення кількості подій, про які повідомлялося зовсім недавно. Цей ефект у прямому напрямку пояснюється силами, які погіршують пам'ять, такими як відсутність чіткості та погіршують сприйняття часу.  Телескопія призводить до надмірної частоти подій. Це надлишкове явище виникає через те, що учасники включають події за межами періоду, або події, які були занадто недавні для цільового періоду часу (зворотна телескопія), або події, які занадто старі для цільового періоду часу (пряма телескопія).

## Походження терміна
Оригінальну роботу про телескопію зазвичай приписують статті Нетера і Ваксберга 1964 року в  журналі американської статистичної асоціації. Термін телескопія походить від ідеї, що час, здається, скорочується до сьогодення так, як здається, що відстань до об'єктів зменшується, коли на них дивитися в телескоп.

## Реальний приклад
Реальним прикладом ефекту телескопії є випадок Ферді Ельзаса, сумнозвісного викрадача та вбивці в Нідерландах. Коли його випустили з в’язниці, більшість населення не вірила, що він був у в’язниці достатньо довго. Через пряму телескопію люди думали, що вирок Ферді Ельзасу почався пізніше, ніж насправді. Телескопія має важливе застосування в реальному світі, особливо в оглядових дослідженнях. Маркетингові фірми часто використовують опитування, щоб запитати, коли споживачі востаннє купували продукт, а державні установи часто використовують опитування, щоб знайти інформацію про  зловживання наркотиками або про  віктимологію. Телескопія може упереджувати відповіді на ці запитання.

## Методика навчання
Під час вивчення телескопії у психології, учасникам пропонують згадати дати або оцінити недавню особисту подію. Інший метод, який часто використовують, називається методом щоденника, при якій учасники щодня протягом кількох місяців записують особисті події в щоденник. Після того, як щоденник буде заповнено, учасників просять поставити дату подій і оцінити, наскільки добре вони пам’ятають ці події. Потім їхні спогади порівнюються з реальними датами та деталями подій, щоб визначити, чи відбувся телескоп .

## Моделі та інші пояснення
Дослідники вивчили можливі причини виникнення ефекту телескопії. Вони запропонували наступні гіпотези та моделі. На даний момент надають перевагу двом моделям – асоціативній та граничній.

### Гіпотеза доступності
Браун, Ріпс і Шевелл створили гіпотезу доступності. Ця гіпотеза стверджує, що дати оцінюються, а не згадуються, і ці оцінки базуються на тому, що запам’ятовується про подію. Люди використовують кількість деталей, які вони пам’ятають про подію, щоб зробити висновок, як давно ця подія відбулася. Тому пам’ятні події слід згадати як нещодавні. Оскільки ці пам’ятні події згадуються як нещодавні, люди загалом переоцінюють сучасність подій, і відбувається пряма телескопія. Наприклад, коли людей просять оцінити дати розстрілу Рональда Рейгана та Папи Іоанна Павла ІІ, який стався в тому ж році, вони зазвичай вважають, що розстріл Рональда Рейгана стався нещодавно. Розстріл Рональда Рейгана, як правило, більш пам’ятна подія і була більш широко розголошена, тому пам’ять про цю подію була більш доступною для учасників, що вказує на те, що доступність відіграє роль у датуванні подій.  Однак ці результати не завжди повторюються, і іноді виявляється зворотне. З цієї причини були представлені інші роз'яснення для пояснення телескопії.

### Модель конвеєрної стрічки
Томпсон та інші використав модель пам'яті конвеєрної стрічки для пояснення прямої телескопії. Він припускає, що події зберігаються в тому порядку, в якому вони відбуваються. Коли люди намагаються запам’ятати дату події, вони послідовно сканують пам’ять назад. Оскільки події в цій моделі запам’ятовуються лише за порядком або часом між подіями, якщо подія забувається, попередні події згадуються так, ніби вони відбулися нещодавно, і відбувається пряма телескопія. Інший спосіб інтерпретації цієї теорії полягає в тому, що люди оцінюють дати подій на основі кількості особистих подій, які відбулися після цільової події. Оскільки люди недооцінюють втрату пам’яті протягом тривалого періоду часу, цільові події переміщуються ближче до сьогодення. Хоча ця модель пояснює пряму телескопію, вона не пояснює зворотну телескопію.  

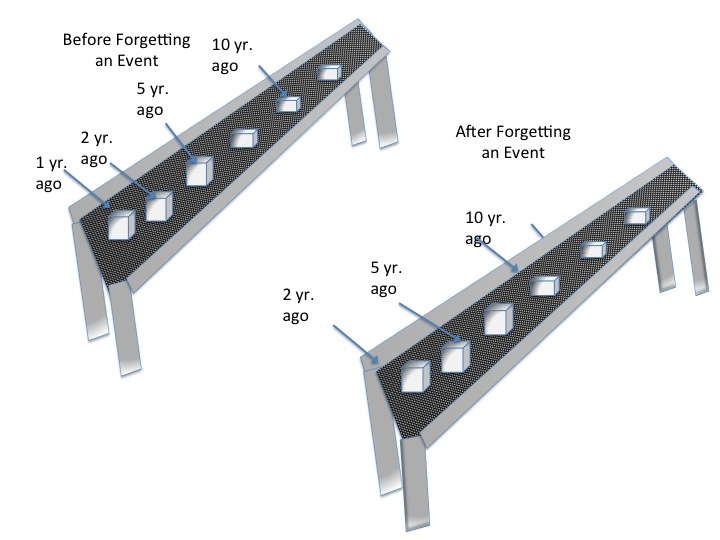
На цьому зображенні відтворена модель ефекту телескопії конвеєрної стрічки, яка передбачає, що коли подія забувається, попередні події згадуються як нещодавні..

### Вгадування
Деякі психологи припускають, що телескопія відбувається тому, що люди вгадують дату події. Відповідно до цієї теорії, якщо людина не впевнена в даті, вона мінімізує свій шанс помилитися, розташовуючи події до середини періоду. Однак телескопія відбувається з однаковою частотою, якщо події запам’ятовуються добре або якщо події запам’ятовуються погано. Таким чином, вгадування не є повним поясненням телескопії, і, ймовірно, відповідальність за це лежить на одній із цих моделей.

### Гранична модель
Рубін і Беддлі створили модель кордонів, щоб пояснити телескопію. Коли люди зустрічають події, вони часто отримують інформацію за обмежений період, наприклад, рік чи відпустку.  Ця модель припускає, що події не призначаються за межі цього періоду, тому помилки датування можуть рухатися лише до середини кордону, а оскільки останні події датуються точніше, переднє телескопування має більш сильний ефект. Він формулює вихідне положення, що без кордонів оцінка була б неупередженою.

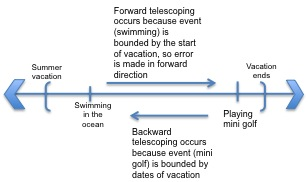
Це зображення пояснює граничну модель ефекту телескопії. Гранична модель стверджує, що телескопія є результатом помилок датування, що рухаються до середини обмеженого періоду.

Є деякі докази проти граничної моделі. Дослідження, проведене Лі та Брауном у 2004 році, розглядало, як чотири різні групи зустрічали події новин за різних умов. Вони виявили, що різні межі не впливають на оцінку дати, а існування кордону не впливає на оцінку дати. Це дослідження показує, що телескопія пов’язана не тільки з кордонами. 

### Асоціативна модель
Саймон Кемп запропонував асоціативну модель для пояснення телескопії без використання кордонів.Кемп стверджував, що люди використовують стратегію асоціації, яка пов’язує цільові події з іншими подіями, для яких доступна інформація про побачення. За Кемпом, ця асоціація призводить до регресії до середнього значення відомих дат. Цей підхід передбачає, що дата події визначається за допомогою спогадів з інших подібних подій, що здатність запам’ятовувати відповідну інформацію зменшує надчасовий час, і що пов’язана подія, швидше за все, буде пізнішою, ніж фактична подія, оскільки здатність отримувати інформацію зменшує понаднормовий час.
Різновидом цієї теорії є прототип моделі. Ця модель стверджує, що прототипи можуть допомогти процесу знайомств. Подія-прототип — це загальна подія. Наприклад, конкретною подією може бути  вбивство Джона Ф. Кеннеді, а подією-прототипом може бути вбивство світового лідера. Люди можуть використовувати пов’язані прототипні події, щоб допомогти їм згадати події так само, як вони використовують звичайні події.
Хоча прототипна модель базується на загальних подіях, а асоціативна модель — на реальних подіях, обидва були підтверджені в експериментах.  Учасники гірше оцінюють дати подій, якщо їм доводиться зустрічати події спонтанно, без використання контексту чи пов’язаних подій, а оцінки прототипів подій нагадують спонтанно оцінені події. Асоціативна модель не передбачає, що станеться, якщо людина ніколи не чула про подію і не може передбачити, який тип упередженості виникне для цих відповідей. Тому асоціативна модель, як і модель граничного ефекту, не може пояснити всі аспекти телескопії, але може пояснити нові аспекти телескопії. 

### Інші пояснення
Евристика
Деякі психологи припускають, що помилки телескопії пов’язані з евристичними методами, які використовуються для відповідей на запитання про датування та частоту. Коли ставлять запитання про частоту, люди часто відповідають такими фразами, як «завжди» та «щодня», і тому не враховують винятків. Залежно від подій, про які йде мова, це може призвести до завищеної або заниженої оцінки настання події і сприйматися як телескопія. Це надмірне повідомлення є результатом телескопії, оскільки телескопія змушує учасників включати події за межі періоду. Тому евристика може бути відповідальною за деякі помилки телескопії.
Характеристики попиту
Інші психологи вважають, що помилки телескопії, про які повідомлялося в дослідженнях, пов'язані не з феноменом пам'яті, а з вимогливими характеристиками. Відповіді на питання про частоту поведінки можуть бути необ'єктивними через характеристики попиту. Респонденти можуть надати занадто багато інформації, а не занадто мало, тому що вони намагаються надати якомога більше корисної інформації, а отже, перевищують частоту подій. Деякі дослідники сприймають це надмірне звітування як телескопію, оскільки люди включають події за межі даного періоду, але надмірне звітування може бути пов’язано з характеристиками попиту на дослідження. Характеристики попиту можуть пояснити появу прямої телескопії, але не можуть пояснити зворотну телескопію і не можуть пояснити неточність відкликання дат, коли респондентів не змушують вважати, що певна відповідь є бажаною.

## Модифікатори ефекту

### Розвиток
Психологи досліджували ефект телескопії у дітей, оскільки розвиток людини може суттєво вплинути на її пам’ять. Телескопія зустрічається в будь-якому віці, але в різному ступені. Діти старшого віку мають більшу тенденцію телескопувати попередні спогади і слабшу тенденцію телескопувати недавні спогади, ніж молодші діти. Помилки телескопії у дітей виникають у їхній ранній спогад. Цей висновок є значущим, оскільки він, ймовірно, трапляється і у дорослих, і тому найраніші спогади людей вважаються більш пізніми, ніж вони є насправді. Цей висновок вказує на те, що найбільш ранні спогади, про які повідомляється в літературі про  дитячу амнезію, слід поставити під сумнів, оскільки вони могли виникнути раніше, ніж повідомляють.
Багато літніх людей стверджують, що час прискорюється, коли вони стають старшими, що можна пояснити прямою телескопією. Оскільки пряма телескопія змушує людей недооцінювати кількість часу, який відбувся після події, люди можуть відчувати, ніби час пролетів швидко, коли вони дізнаються справжню кількість часу з моменту події. Це пояснення є однією з причин, чому люди сприймають час як рух швидше, оскільки вони старіють, але воно не враховує зміни в телескопії, які відбуваються з віком. Люди найкраще вміють точно визначити дати, коли їм 35–50 років. Учасники віком 60 років і старші демонструють зниження ступеня прямої телескопії і, як правило, відзначають події занадто віддалено, а не надто нещодавно. Відчуття прискорення часу може бути отримано з того факту, що час суб’єктивно довший, і тому люди припускають, що час має йти швидше.

### Мінімізація ефекту
Спосіб формулювання питання є важливим фактором для мінімізації ефекту телескопії. Якщо питання чітко визначає період часу, який цікавить, помилки телескопії будуть зменшені. Крім того, якщо питання є більш конкретним або складним, воно вимагає більше реконструктивних процесів; тому відповіді на ці запитання включатимуть менше телескопії. 
Нетер і Ваксберг також розробили процедуру, яка називається обмеженим відкликанням, щоб зменшити ефект телескопії. Під час попередніх інтерв’ю учасників запитують про події, а потім, у наступних інтерв’ю, учасникам нагадують про ці події, а потім запитують про додаткові події. Одним з обмежень цього процесу є те, що він вимагає, щоб інформація з попередніх інтерв'ю була правильною.
Часова структура людини також пов'язана з кількістю телескопічних помилок, які вони допускають. У міру того, як тимчасова структура людини стає більш складною, у неї з’являється більше точок відліку, з яких можна відстежувати події, і робиться менше помилок телескопії.

## Наслідки

### Залежність
Ефект телескопії має відношення до таких видів поведінки, як куріння та вживання алкоголю, особливо якщо це рання поведінка. Дослідження телескопічного ефекту вивчали зареєстрований вік початку  куріння, вживання  алкоголю та наркотиків. Телескопія вперед була виявлена у зареєстрованому віці початку вживання сигарет і щоденного куріння.Таким чином, люди можуть бути неправильно класифіковані як такі, що почали вживати наркотики пізніше, тоді як насправді вони мали ранній початок. Пряме телескопування ризикованої поведінки може бути проблематичним під час моніторингу пацієнтів на предмет проблем, пов’язаних із вживанням наркотиків на ранніх стадіях, тому що, якщо вони неправильно класифіковані, вони можуть не контролюватися належним чином. Такий же ефект прямої телескопії спостерігається при вживанні марихуани, алкоголю та важких наркотиків.  Наслідки прямої телескопії на цю поведінку подібні до впливу куріння.
У Сполучених Штатах у 1950-х роках спостерігався ефект телескопії, коли жінки брали участь у програмах лікування зловживання алкоголем з коротшим історією, ніж їхні колеги-чоловіки, але з симптомами еквівалентної тяжкості. Пряма телескопія історії алкоголізму все ще поширена сьогодні і з тих пір спостерігається у зловживанні опіатами та патологічних азартних іграх. Було запропоновано кілька теорій для пояснення ефекту, хоча точний механізм залишається неясним.

### Маркетинг
Маркетингові фірми часто використовують дані опитування, щоб оцінити, коли споживачі наступного разу куплять продукт. Помилки телескопії можуть зміщувати ці оцінки та спричиняти неправильні маркетингові кампанії. Респонденти в опитуваннях маркетингових досліджень часто неточні, коли згадують період своєї останньої покупки, і поширена пряма телескопія. Зворотна телескопія також поширена і призводить до того, що респонденти перебільшують свій намір придбати продукт на заміну оскільки вони недооцінюють ймовірність виходу з ладу свого продукту. Телескопія має значний вплив на дослідження ринку, тому її слід враховувати в маркетингових стратегіях.